# Otto Winzer
Otto Winzer (Berlijn, 3 april 1902 – aldaar, 3 maart 1975) was van 1965 tot 1975 minister van Buitenlandse Zaken van de Duitse Democratische Republiek (Oost-Duitsland). 
Winzer was de zoon van een metaalarbeider. Otto Winzer volgde een opleiding tot drukker. In november 1918 werd hij in een revolutionaire Arbeidersraad gekozen. In 1919 sloot hij zich aan bij de Vrije Socialistische Jeugd en later bij de Communistische Partij van Duitsland (Kommunistische Partei Deutschlands). Van 1924 tot 1925 was hij leider van de Rode Jeugdstorm, een paramilitaire, communistische organisatie. Hij bekleedde tot 1925 functies binnen de communistische jeugdbeweging. 
In 1925 ging hij naar Wenen en sloot zich aldaar aan bij de Communistische Partij van Oostenrijk. In 1927 keerde hij voor korte tijd naar Berlijn terug, maar ging daarna naar Moskou waar hij tot 1930 verbleef. Tot eind 1930 fungeerde hij als chef van het bureau buitenlandse aangelegenheden van de Communistische Internationale. Na de machtsovername van de nazi's (1933) emigreerde hij naar Frankrijk.
Van 1935 tot aan het einde van de Tweede Wereldoorlog verbleef hij opnieuw in Moskou en werkte er tot 1941 voor de Communistische Internationale. Na de oprichting van het Nationalkomitee Freies Deutschland speelde hij als redactielid van haar Duitstalige, anti-fascistische radiozender, een invloedrijke rol binnen die organisatie.
In oktober 1945 keerde hij naar Duitsland terug. Van 1945 tot 1946 was hij lid van het Centraal Comité van de KPD en van 1946 tot 1975 lid van het Centraal Comité van de SED (Sozialistische Einheitspartei Deutschlands). In 1947 werd hij chef van de persdienst van de SED. In oktober 1949 werd hij staatssecretaris van Buitenlandse Zaken van de Duitse Democratische Republiek. 

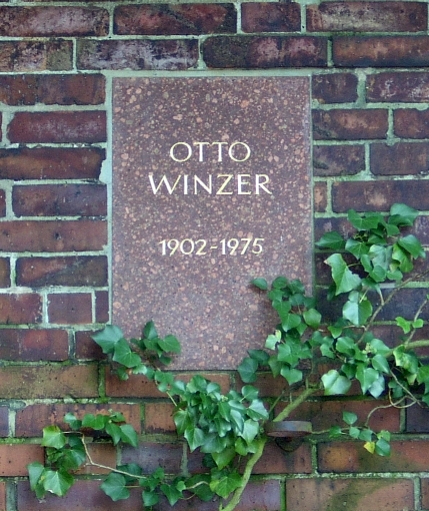
Winzers graf

In 1965 volgde hij Lothar Bolz op als minister van Buitenlandse Zaken van de DDR. 
In 1955 en 1972 ontving hij de Vaderlandse Verdienstenorde van de DDR en in 1972 de Karl Marx Orde. Daarnaast ontving hij de Sovjet-Russische Orde van de Oktoberrevolutie.

## Trivia

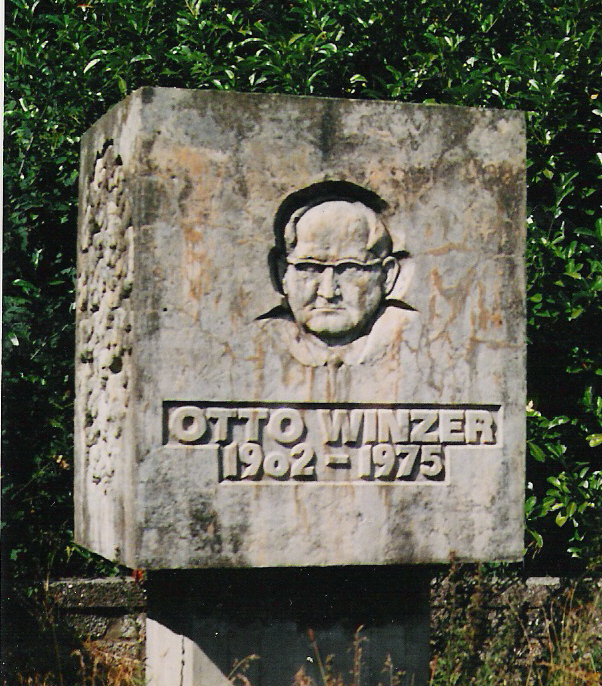
Monument in Prora

Nabij het plaatsje Prora, bij het Kraft durch Freude complex op het eiland Rügen staat een klein monument ter ere van Otto Winzer. Het monument is opgericht bij de aldaar gevestigde voormalige officiersschool.